# Prueba de la marcha de seis minutos
La prueba de la marcha de 6 minutos o prueba de la caminata de 6 minutos (a menudo abreviado como 6MWT —del inglés, six-minute walk test—) es un examen funcional cardiorrespiratorio consistente en medir la distancia máxima que puede recorrer un sujeto durante 6 minutos. Se utiliza ampliamente para conocer la evolución y calidad de vida de pacientes con enfermedades cardiorrespiratorias, ya que se considera una prueba fácil de realizar, bien tolerada, y que refleja muy bien las actividades de la vida diaria.

## Historia
La prueba es una variante del test de Cooper, creado en 1968 por el doctor Kenneth H. Cooper para evaluar la capacidad funcional en un grupo de 100 soldados de la Fuerza Aérea de Estados Unidos y consistente en recorrer la máxima distancia posible en 12 minutos. Se empezó a utilizar en la práctica clínica en 1976 para la evaluación de pacientes con EPOC en 1976 cuando McGavin y su equipo introdujeron la prueba de marcha de 12 minutos. A raíz de un estudio comparativo de la prueba de marcha de 12  minutos con variantes más cortas (de 2 y 6 minutos) se pone de manifiesto que la variante de los 6 minutos está en el punto justo entre reproducibilidad (cuanto más dure la prueba hay un mayor riesgo de abandono por molestias o complicaciones) y poder discriminativo (si la prueba dura poco tiempo los resultados obtenidos pueden no ser significativos).

## Metodología
Es importante controlar lo mejor posible todos los aspectos variables de la prueba, a fin de que los resultados obtenidos sean representativos y puedan compararse en mayor o menor medida con unos valores de referencia, así como garantizar que las variaciones en las marcas alcanzadas por el mismo individuo en sucesivas mediciones no varían por aspectos extrínsecos a la prueba sino por una evolución de la situación funcional del enfermo.
Por ello, el procedimiento está normalizado y hay que tener en cuenta diferentes aspectos.

### Lugar
Ha de realizarse en un pasillo continuo, sin obstáculos ni tránsito de personas y con suelo sólido y llano. Las condiciones ambientales han de ser adecuadas (a temperatura agradable y buen tiempo puede realizarse al aire libre).
El pasillo ha de ser lo suficientemente largo como para que la distancia óptima que se pueda recorrer en línea recta, sin cambiar de dirección, sea de entre 25-30 metros. 
Deben realizarse marcas en el suelo cada tres metros, así como en el punto en el que se debe cambiar de dirección. El giro para cambiar de dirección ha de ser amplio, estará indicado con marcas y se le enseñará al paciente cómo realizarlo, a fin de que no existan detenciones o reducciones de velocidad debido a la duda.

### Equipamiento
- Equipo de reanimación y tubo portátil de oxígeno (o mochila de oxígeno líquido).

- Estetoscopio, tensiómetro y pulsioxímetro. Ha de tratarse, sin interrumpir al paciente, de seguir la saturación y la frecuencia cardiaca que va registrando durante la marcha.

- Cronómetro, conos de señalización (u otro método) y cinta métrica.

- Sillas colocadas a lo largo del pasillo, para que el paciente pueda descansar si lo desea.

### Personal
A ser posible deben estar presentes dos técnicos, con el objetivo de asegurar la fiabilidad de la prueba. Uno irá registrando los resultados de la prueba, mientras el otro acompañará el enfermo durante el recorrido.

### Instrucciones
- Debe llevar ropa y calzado adecuado para la realización de la prueba, y no ingerir alimentos en las 2 horas anteriores a realizarla.

- No debe suspenderse la medicación que utiliza el paciente, si la hubiera. Sin embargo si debe registrarse qué medicamento es, la dosis y la hora de administración antes de la prueba para que las siguientes evaluaciones se realicen en las mismas condiciones.

- La prueba debe iniciarse con los parámetros vitales a un nivel basal, para lo que es necesario un periodo de 15 minutos de reposo antes de iniciar la marcha.

- Debe explicársele con claridad la finalidad y el modo de ejecución de la prueba, para lo cual se recurre a frases estandarizadas a fin de que todos los pacientes reciban la misma información y así evitar variaciones debidas al examinador. Un ejemplo sería:

"…Usted realizará una caminata durante 6 minutos, el objetivo es que camine tan rápido como pueda para lograr la mayor distancia posible. Usted dará la mayor cantidad de vueltas que pueda por esta zona marcada. Probablemente sienta falta de aire o cansancio. Le está permitido disminuir la velocidad, parar y hasta descansar si lo necesita. Si se detiene debe reiniciar la marcha tan rápido como sea posible. No debe hablar en ningún momento de la prueba, a menos que tenga algún problema. De ser así, será auxiliado inmediatamente. Acérquese a la línea de comienzo y aguarde hasta que yo le diga que puede comenzar a caminar..."

### Acciones del técnico
- Controlar frecuencia cardiaca, saturación de oxígeno y presión arterial basal. Además, debe estar atento a las manifestaciones de cansancio del paciente.

- Acompañar al paciente durante la prueba, informándole cada 30 segundos o 1 minuto del tiempo que falta para finalizar la prueba.

- Se ha observado que el hecho de animar al paciente a que continúe con el esfuerzo provoca variaciones en la distancia total recorrida (por lo general aumentándola)[6] así que en el caso de hacerlo ha de recurrirse de nuevo a frases estandarizadas y llevar un registro.

- El técnico, en su seguimiento, debe ubicarse por detrás del paciente para que este no copie su paso y se altere la prueba. Si el paciente requiere de administración de oxígeno durante la prueba ha de ser el técnico el que cargue con el suministro.

- Antes del inicio (en reposo) y cada minuto durante la realización de la prueba ha de registrarse la frecuencia cardiaca, saturación de oxígeno, presencia de malestar físico y puntuación en la escala de Borg para disnea y fatiga.

- Debe registrarse el n.º de vueltas y, cuando se le indique al paciente detener la marcha por haber transcurrido los 6 minutos, medir la distancia que ha recorrido desde la última vuelta completa.

- Una vez finalizada la prueba debe hacerse sentar al paciente, midiendo la frecuencia cardiaca, presión arterial y saturación de oxígeno, así como la escala de Borg para disnea y cansancio. Podrá levantarse cuando los valores vuelvan al estado basal.

Se suele recomendar, así mismo, la realización de una marcha de prueba previa al test de verdad, ya que la primera le sirve al paciente como adaptación y para solucionar dudas, evitando interrupciones innecesarias o alteraciones en la prueba real. Entre esta primera prueba de ensayo y la de verdad deberá transcurrir un tiempo de unos 30 minutos.

### Informe de la prueba
Se debe rellenar un informe con los siguientes apartados:
- Los datos personales del paciente, fecha y hora de realización de la prueba.
- Peso y talla.
- Cálculo de la frecuencia cardíaca máxima prevista (FC máx.: 220 - edad).

- Registros basales de frecuencia cardíaca, saturación de oxígeno, presión arterial y escala de Borg.

- Registro en cada minuto de la prueba de frecuencia cardíaca, saturación de oxígeno, escala de Borg para disnea y fatiga, y si existió algún síntoma durante su desarrollo.

- Si existieron detenciones en la marcha, el número y el tiempo de ellas.

- La cantidad de vueltas realizadas más la distancia alcanzada en la última vuelta.

- Distancia total recorrida.

- Porcentaje de la distancia del predicho individual, y porcentaje obtenido de la frecuencia cardíaca máxima al final de los 6 minutos.

- Si se utilizó provisión de oxígeno, el método de provisión, el flujo, etc.

- Suspensión del estudio (si existiera) y su causa.

- Comentarios si los hubiera.

## Valoración de los resultados
No existe aún una referencia óptima que represente con fidelidad los resultados de la población sana en la prueba de la caminata de 6 minutos. Existe un estudio realizado en el año 2000 en 117 hombres sanos y 173 mujeres sanas en el que la media de la distancia recorrida fue de 580 metros en el caso de los hombres y de 500 metros en el caso de las mujeres.; sin embargo estos valores no pueden tomarse como referencia debido a que en el resto de estudios los resultados varían mucho en función de edad, sexo, constitución física del individuo... 
No obstante, esta prueba tiene gran utilidad si es el propio paciente el que se convierte en su propio control. De esta manera, los diferentes resultados que va obteniendo en el test proporcionan información acerca de la evolución de su enfermedad, el cambio en la calidad de vida antes y después de una intervención quirúrgica y, en definitiva, como va variando su tolerancia al ejercicio en su vida cotidiana.

## Ventajas
El test de la marcha de los 6 minutos presenta una metodología sencilla y el material necesario no es de elevado coste, lo que garantiza que se pueda repetir cuantas veces se considere necesario. La mayor ventaja del test es que el paciente regula su propio ritmo, no llegándose a alcanzar un ejercicio máximo, por lo tanto refleja mejor la condición física y fisiológica del paciente en la vida cotidiana que otros métodos similares como el test de Cooper.
Para el paciente este tipo de test no implica un gran sacrificio y, al no ser una prueba invasiva, no tiene un riesgo físico implícito.

## Contraindicaciones
El test no se puede realizar en personas encamadas o que presenten alguna discapacidad física que les impida caminar.

### Contraindicaciones absolutas
- Angina inestable durante el mes previo a la prueba.

- Infarto de miocardio durante el mes previo a la prueba.

### Contraindicaciones relativas
- Taquicardia en reposo: ritmo cardíaco de más de 120 latidos/min.

- Hipertensión incontrolada: presión sistólica mayor de 180/presión diastólica mayor de 100.

Los pacientes que tengan un perfil que coincida con alguna de las características mencionadas tienen mayor riesgo de presentar arritmias o colapso cardiovascular durante el test.
Las anginas estables y esporádicas no son una contraindicación ya que el paciente si se empieza a encontrar mal puede detener el test cuando quiera.

### Motivos para la interrupción del test
- Disnea exagerada

- Dolor torácico

- Agotamiento

- Desaturación de oxígeno